# La Bassa (Sabadell)
La Bassa és una piscina descoberta de Sabadell, més concretament al camí de Can Quadres, 183, al sector de Sant Oleguer. És una de les piscines més grans d'Europa. Sol obrir les portes a principis de juny, tot coincidint amb la Diada de l'Esport Escolar, i tanca a finals d'agost, amb una afluència d'unes 100.000 persones per temporada. Disposa d'un vas de piscina de 100 metres de diàmetre, un pont de 95 metres i una illa a l'interior, de 23 metres de diàmetre. A la seva zona més fonda fa 180 centímetres, i es necessiten més de 7 milions de litres d'aigua per omplir-la, que ocupa una làmina d'aigua d'uns 6.800 metres quadrats. L'equipament disposa d'un equip propi de vuit socorristes i un infermer.
Es va inaugurar a l'estiu del 1986, sota el mandat de l'alcalde Antoni Farrés. El gener de 2016 es va fer públic que l'equipament tenia diverses fuites d'aigua que afectaven l'estructura del terreny i es va anunciar que durant el 2016 romandria tancat, per tal de fer-hi millores estructurals. Es va reobrir el 26 de juny de 2017, just per a la campanya d'estiu de 2017, completament renovada.